# Dejan Kerkez
Dejan Kerkez (in serbo Дејан Керкез?; Novi Sad, 20 gennaio 1996) è un calciatore serbo, difensore del Kauno Žalgiris.

## Caratteristiche tecniche
È un difensore centrale.

## Carriera
Cresciuto nel settore giovanile del ČSK Čelarevo, ha esordito in prima squadra il 15 agosto 2015 disputando l'incontro di Prva Liga Srbija pareggiato 0-0 contro il Proleter Novi Sad.
Dopo aver giocato anche per lo Spartak Subotica nella massima serie serba, il 19 giugno 2019 si trasferisce in Portogallo firmando con il Marítimo.